# Дезешти (Караш-Северин)
Дезешти (рум. Dezești) насеље је у Румунији у округу Караш-Северин у општини Фарлиуг. Oпштина се налази на надморској висини од 180 m.

## Прошлост
Аустријски царски ревизор Ерлер је 1774. године констатовао да место припада Карашовском округу, Вршачког дистрикта. Становништво је било претежно влашко.
У 19. веку то је спахилук старе српске породице Паликућа, која се мађаризовала, постала Паликућевни. Атанасије Стојковић аутор много читане књиге "Физике", посветио је то дело свом мецени "благородном господин Јовану Паликућа господину Фурлука и Дезестие". Јован Паликучевни је више пута културни посленик - пренумерант српског штива. Јован је на молбу митрополита Стефана Стратимировића, током 1803. и 1804. године приложио за карловачко "благодејаније" (интернат) велики износ - 5.400 ф. у сребру. Исти, Господар Јован Паликућевни "от Фурлука и Десежће" купио је једну српску књигу у Темишвару 1838. године.

## Становништво
Према подацима из 2002. године у насељу је живело 257 становника, од којих су сви румунске националности.